# Idiops aussereri
Idiops aussereri là một loài nhện trong họ Idiopidae.
Loài này thuộc chi Idiops. Idiops aussereri được Eugène Simon miêu tả năm 1876.